# Greytown (Zuid-Afrika)
Greytown is een plaats in de Zuid-Afrikaanse provincie KwaZoeloe-Natal.
Greytown telt ongeveer 9100 inwoners en is het bestuurlijke centrum van de gemeente Umvoti.

## Subplaatsen
Het nationaal instituut voor de statistiek, Stats SA, deelt sinds de census 2011 deze hoofdplaats in in zogenaamde subplaatsen (sub place), c.q. slechts één subplaats:
Greytown SP.

## Geboren
- Louis Botha (1862-1919), premier van de Unie van Zuid-Afrika